# Lepadella minorui
Lepadella minorui is een raderdiertjessoort uit de familie Lepadellidae. De wetenschappelijke naam van deze soort is voor het eerst geldig gepubliceerd in 1981 door Koste.